# 朱莉·帕耶特
朱莉·佩耶特（法語：Julie Payette，1963年10月20日—），加拿大宇航员和政治家，第29任加拿大总督。

## 生平

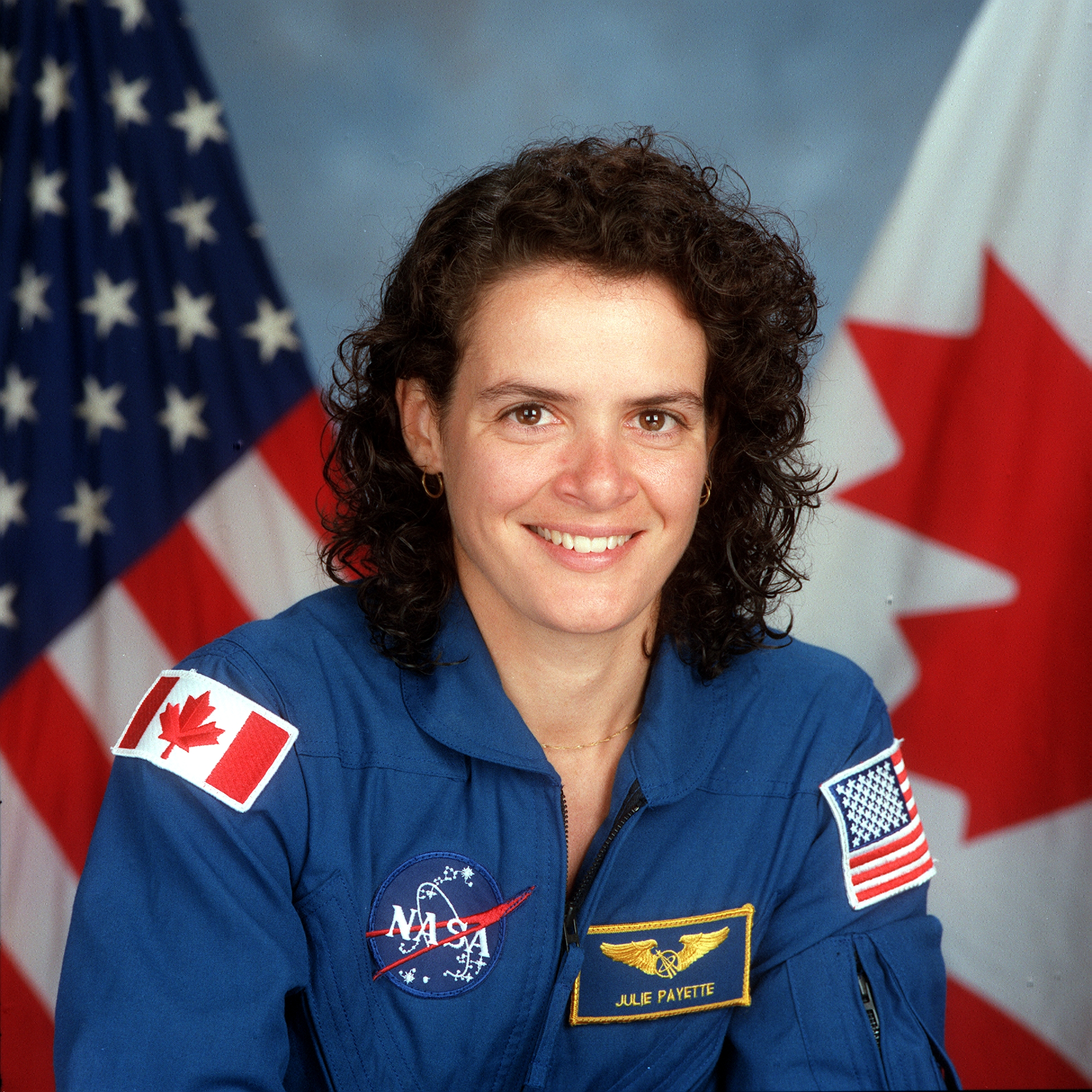
朱莉·佩耶特任宇航员時的照片

佩耶特1963年出生于加拿大蒙特利尔，幼时受阿波罗登月的影响梦想成为宇航员。16岁时，佩耶特得到大西洋国际书院的奖学金，前往英国威尔士完成了IB高中课程。
1986年，在蒙特利尔麦吉尔大学完成电子工程学士学位后，佩耶特前往多伦多大学攻读计算机工程硕士学位。她在多伦多大学期间的研究生课题与机器语言学和人工智能有关，并同时在IBM担任系统工程师。完成学位后，她曾先后在IBM和贝尔通讯工作。
1992年，佩耶特成为加拿大航天局宇航员。完成宇航员初级训练后，她成为了国际空间站的加拿大臂的技术顾问。为了进入太空，佩耶特受训拿到商用航空飞行员执照，并取得军用飞机机长衔和1300小时的飞行时间，还完成了120小时减重力飞机训练。
1999年，佩耶特作为发现号航天飞机的STS-96任务成员，首次进入太空，参与了首次航天飞机与国际空间站的手动对接，并在国际空间站内使用和维护加拿大臂。
2000年到2007年佩耶特作为加拿大航天局首席宇航员，在美国休斯敦太空任务控制中心从事地面控制工作，并在发现号STS-121任务中担任首席地面通讯。
2009年，佩耶特作为工程师随奋进号航天飞机再次进入太空，并参与了進步-M-SO1任务的太空行走。
2013年，佩耶特从加拿大宇航局退役，转而担任蒙特利尔科技中心首席运营官。
2017年，佩耶特被加拿大总理贾斯汀·特鲁多提名为加拿大第29任总督，並獲女皇伊利沙伯二世任命。2021年，她面對數項涉及辱罵麗都廳員工的指控，因而辭職。